# Armistead Maupin

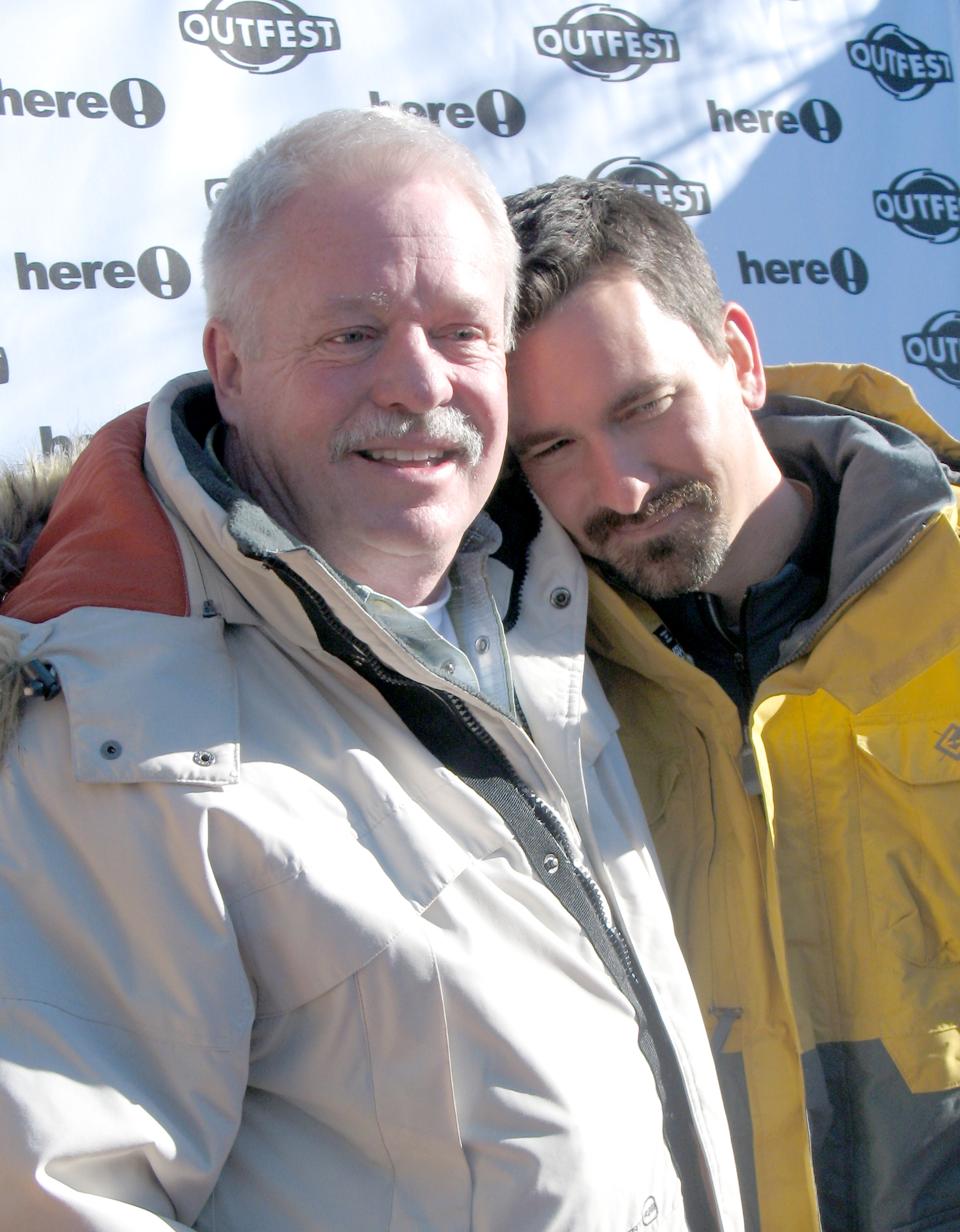
Maupin 2006

Armistead Maupin (Washington D.C., 13 mei 1944) is een Amerikaanse schrijver. Zijn bekendste werk is de zesdelige reeks Tales of the City. De eerste drie delen zijn bewerkt tot een televisieserie met onder andere Laura Linney en Olympia Dukakis.

## Leven
Armistead Jones Maupin Jr. groeide op in North Carolina en bezocht als rechtenstudent de Universiteit van North Carolina. Hij maakte zijn studie niet af. Hij meldde zich aan bij de U.S. Navy en werd verschillende malen uitgezonden, onder meer naar Vietnam. Na jaren van omzwervingen komt hij uiteindelijk terecht in Californië, waar hij in 1976 gaat werken voor de San Francisco Chronicle. In deze krant publiceerde hij jarenlang het feuilleton Tales of the City. De wekelijkse afleveringen werden later in boekvorm uitgegeven. Alleen het zesde en laatste deel van de reeks verscheen nooit in de krant, maar werd direct als bundel uitgegeven.

## Werk
Maupin wordt vaak vergeleken met Charles Dickens (1812-1870). Beiden schreven feuilletons voor een groot publiek en schetsten daarbij nauwkeurig het leven van alledag. Bovendien staan beiden kritisch tegenover de door hen beschreven wereld. Waar in Dickens' werk steeds aandacht is voor de maatschappelijke ongelijkheid in het negentiende-eeuwse Londen, analyseert Maupin de kracht en beperkingen van verschillende sociale kringen in San Francisco. Vooral de samenhang en de hypocrisie binnen de homogemeenschap wordt kritisch weergegeven. De reeks vormt een uniek historisch document van de ontwikkelingen van de homogemeenschap in de Verenigde Staten: van de seksuele revolutie van de jaren zeventig, de impact van de aids-epidemie tot de verovering van een plaats in de maatschappij.
Na zijn zes Tales-boeken publiceerde hij tot op heden twee losstaande romans, getiteld Maybe the Moon (1992) en The Night Listener (2001). Ook hierin stelt hij de goede en kwalijke aspecten van gemeenschappen aan de kaak, in het bijzonder de wereld van de entertainment-industrie. In 2007 verscheen Michael Tolliver Lives, waarin verschillende personages uit Tales of the City opnieuw opduiken, maar dat losstaat van de serie.